# Copa Bledisloe
La Copa Bledisloe (Bledisloe Cup en inglés) es una competición de rugby que enfrenta a las selecciones de Australia y de Nueva Zelanda.
Su nombre hace referencia a Lord Bledisloe, Gobernador General de Nueva Zelanda, quien donó el trofeo en 1931. 
Actualmente se contabilizan los dos partidos del Rugby Championship, así como un tercer partido oficial.
El trofeo fue diseñado en Nueva Zelanda por Nelson Issac, siendo posteriormente realizado por 'Walker and Hall' en Londres. Un dato curioso, la copa es el mayor trofeo que se entrega en cualquier competición de rugby.

## Historia
Existe cierta controversia sobre cuando se disputó la primera edición de la Copa Bledisloe. La Unión de Rugby de Australia sostiene como primera el partido extraordinario disputado en 1931 en Eden Park. Sin embargo, no existe ninguna evidencia firme para confirmar esta afirmación, por el contrario en unas actas de la Unión de Rugby de Nueva Zelanda, correspondientes a muchos días después de dicho partido, reflejan la intención de Lord Bledisloe de organizar una copa que fuera disputada entre los All Blacks y los Wallabies. Así pues la Federación de Nueva Zelanda considera la primera edición el partido disputado cuando Nueva Zelanda realizaba un tour en Australia en 1932.

## Resultados
Notar que cuando un año las series quedan empatadas, ganando los dos equipos el mismo número de partidos, entonces el trofeo es retenido por el ganador del año precedente. 

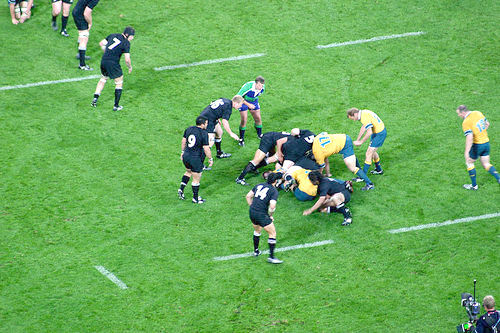
Encuentro de 2005 en el Telstra Stadium de Sídney.

| Año  | Campeón                    | Victorias | Derrotas | Empates |
| ---- | -------------------------- | --------- | -------- | ------- |
| 1932 | Nueva Zelanda              | 1         | 0        | 0       |
| 1934 | Australia                  | 1         | 0        | 0       |
| 1936 | Nueva Zelanda              | 2         | 0        | 0       |
| 1938 | Nueva Zelanda              | 3         | 0        | 0       |
| 1946 | Nueva Zelanda              | 2         | 0        | 0       |
| 1947 | Nueva Zelanda              | 2         | 0        | 0       |
| 1949 | Australia                  | 2         | 0        | 0       |
| 1951 | Nueva Zelanda              | 3         | 0        | 0       |
| 1952 | Nueva Zelanda (Lo retiene) | 1         | 1        | 0       |
| 1955 | Nueva Zelanda              | 2         | 1        | 0       |
| 1957 | Nueva Zelanda              | 2         | 0        | 0       |
| 1958 | Nueva Zelanda              | 2         | 1        | 0       |
| 1962 | Nueva Zelanda              | 4         | 0        | 1       |
| 1964 | Nueva Zelanda              | 2         | 1        | 0       |
| 1967 | Nueva Zelanda              | 1         | 0        | 0       |
| 1968 | Nueva Zelanda              | 2         | 0        | 0       |
| 1972 | Nueva Zelanda              | 3         | 0        | 0       |
| 1974 | Nueva Zelanda              | 2         | 0        | 1       |
| 1978 | Nueva Zelanda              | 2         | 1        | 0       |
| 1979 | Australia                  | 1         | 0        | 0       |
| 1980 | Australia                  | 2         | 1        | 0       |
| 1982 | Nueva Zelanda              | 2         | 1        | 0       |
| 1984 | Nueva Zelanda              | 2         | 1        | 0       |
| 1985 | Nueva Zelanda              | 1         | 0        | 0       |
| 1986 | Australia                  | 2         | 1        | 0       |
| 1987 | Nueva Zelanda              | 1         | 0        | 0       |
| 1988 | Nueva Zelanda              | 2         | 0        | 1       |
| 1989 | Nueva Zelanda              | 1         | 0        | 0       |
| 1990 | Nueva Zelanda              | 2         | 1        | 0       |
| 1991 | Nueva Zelanda (Lo retiene) | 1         | 1        | 0       |
| 1992 | Australia                  | 2         | 1        | 0       |
| 1993 | Nueva Zelanda              | 1         | 0        | 0       |
| 1994 | Australia                  | 1         | 0        | 0       |
| 1995 | Nueva Zelanda              | 2         | 0        | 0       |
| 1996 | Nueva Zelanda              | 2         | 0        | 0       |
| 1997 | Nueva Zelanda              | 2         | 0        | 0       |
| 1998 | Australia                  | 3         | 0        | 0       |
| 1999 | Australia (Lo retiene)     | 1         | 1        | 0       |
| 2000 | Australia (Lo retiene)     | 1         | 1        | 0       |
| 2001 | Australia                  | 2         | 0        | 0       |
| 2002 | Australia (Lo retiene)     | 1         | 1        | 0       |
| 2003 | Nueva Zelanda              | 2         | 0        | 0       |
| 2004 | Nueva Zelanda (Lo retiene) | 1         | 1        | 0       |
| 2005 | Nueva Zelanda              | 2         | 0        | 0       |
| 2006 | Nueva Zelanda              | 3         | 0        | 0       |
| 2007 | Nueva Zelanda (Lo retiene) | 1         | 1        | 0       |
| 2008 | Nueva Zelanda              | 3         | 1        | 0       |
| 2009 | Nueva Zelanda              | 4         | 0        | 0       |
| 2010 | Nueva Zelanda              | 3         | 1        | 0       |
| 2011 | Nueva Zelanda (Lo retiene) | 1         | 1        | 0       |
| 2012 | Nueva Zelanda              | 2         | 0        | 1       |
| 2013 | Nueva Zelanda              | 2         | 0        | 0       |
| 2014 | Nueva Zelanda              | 2         | 0        | 1       |
| 2015 | Nueva Zelanda (Lo retiene) | 1         | 1        | 0       |
| 2016 | Nueva Zelanda              | 3         | 0        | 0       |
| 2017 | Nueva Zelanda              | 2         | 1        | 0       |
| 2018 | Nueva Zelanda              | 3         | 0        | 0       |
| 2019 | Nueva Zelanda (Lo retiene) | 1         | 1        | 0       |
| 2020 | Nueva Zelanda              | 2         | 1        | 1       |
| 2021 | Nueva Zelanda              | 3         | 0        | 0       |
| 2022 | Nueva Zelanda              | 2         | 0        | 0       |
| 2023 | Nueva Zelanda              | 2         | 0        | 0       |
| 2024 | Nueva Zelanda              | 2         | 0        | 0       |
| 2025 |                            |           |          |         |

## Palmarés
| Nueva Zelanda | 52 Trofeos |
| Australia     | 12 Trofeos |

Nota: El trofeo 2024 es el último torneo considerado